# Лігерад

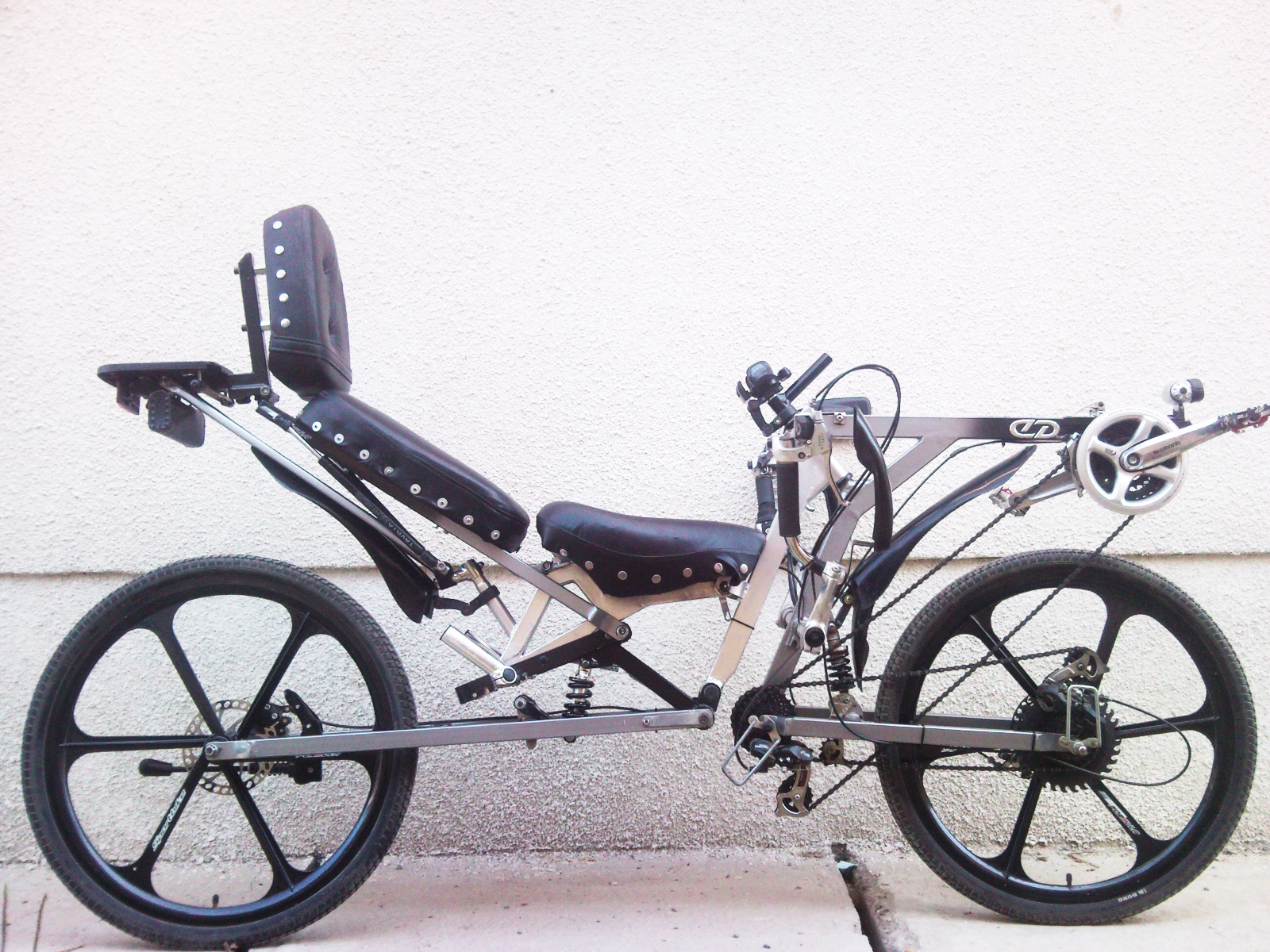
Український передньопривідний лігерад конструкції І. Седлаковича

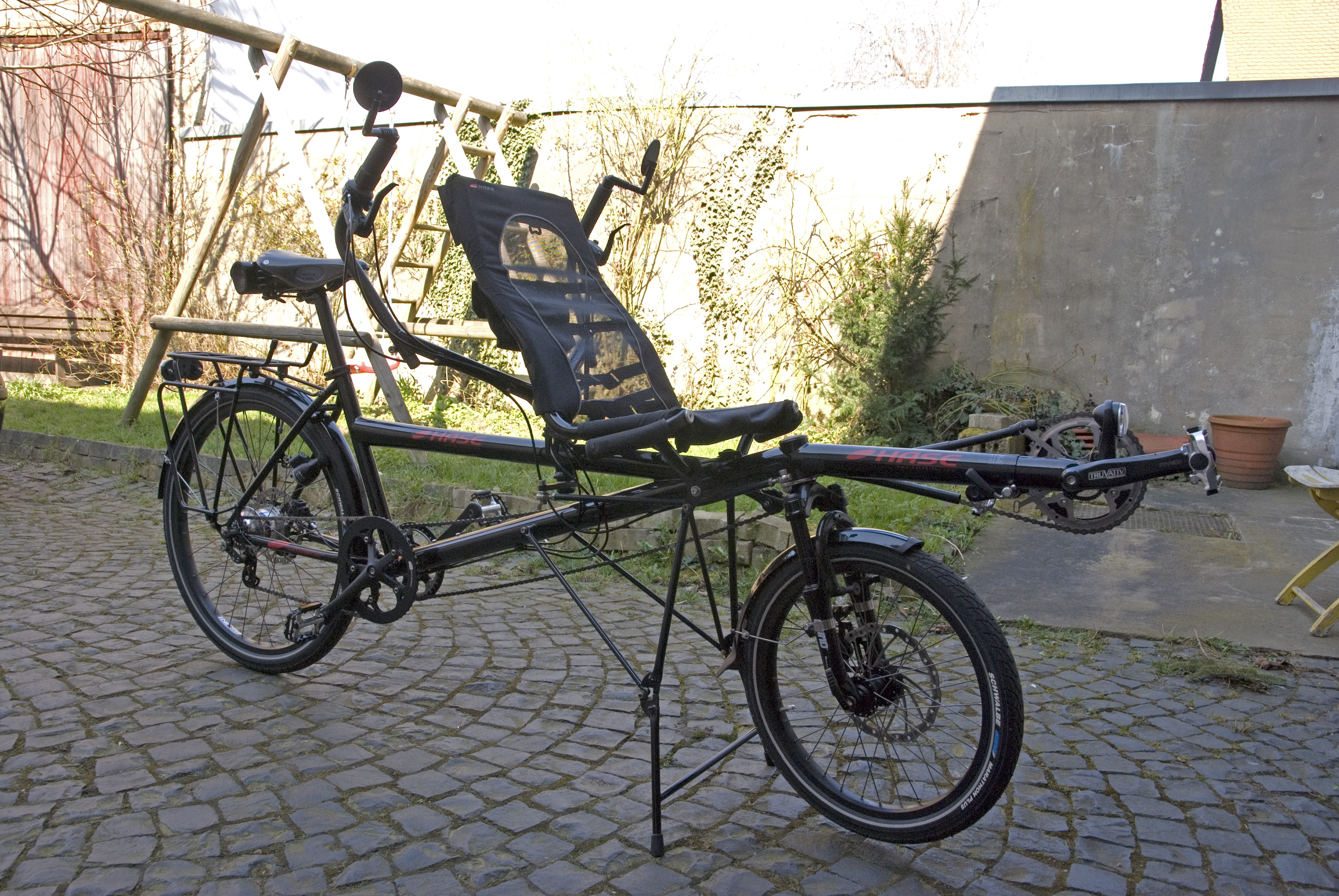
Німецький тандемний лігерад Hase (один велосипедист напівлежить, інший сидить)

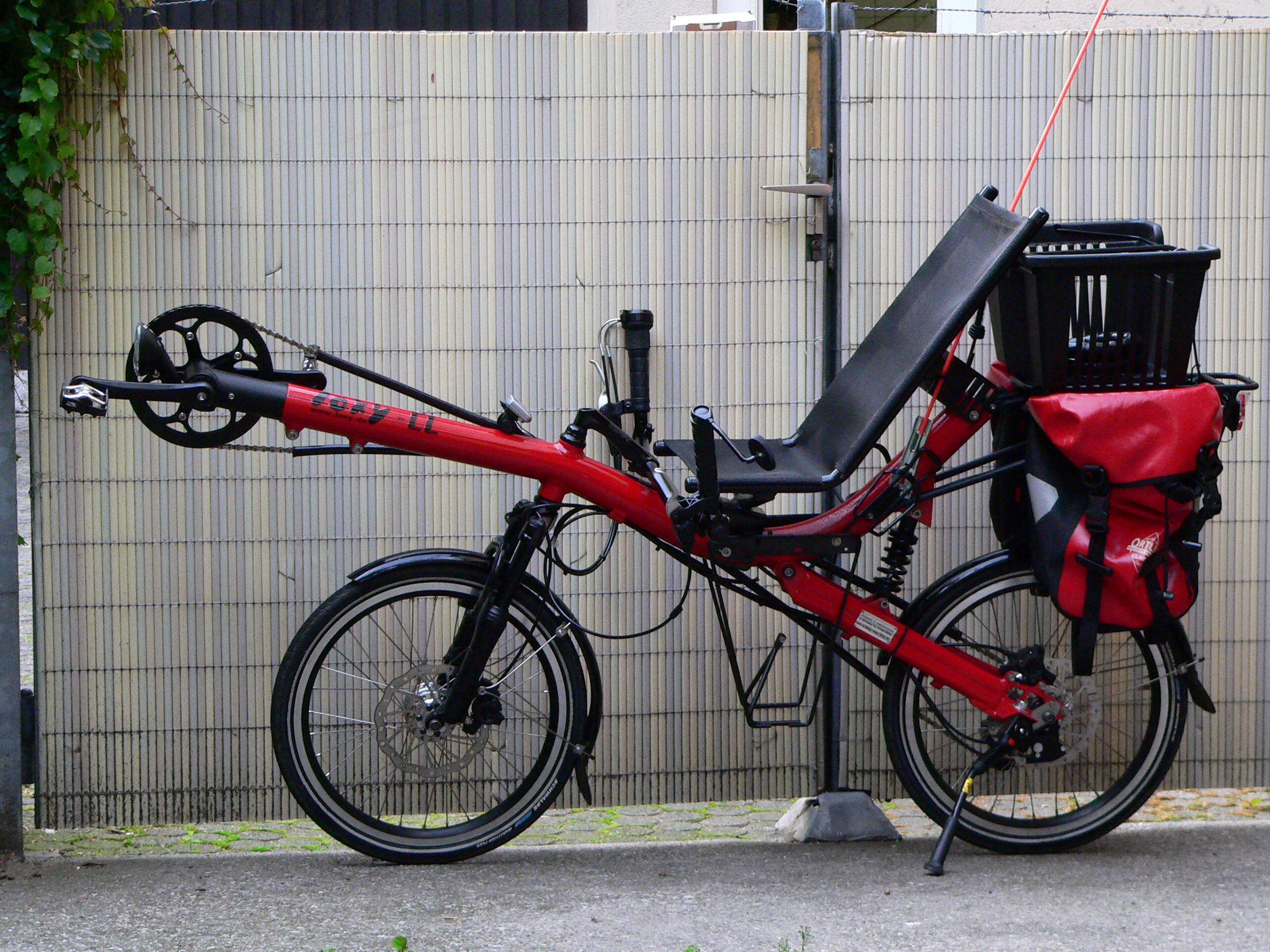
Німецький лігерад з короткою базою

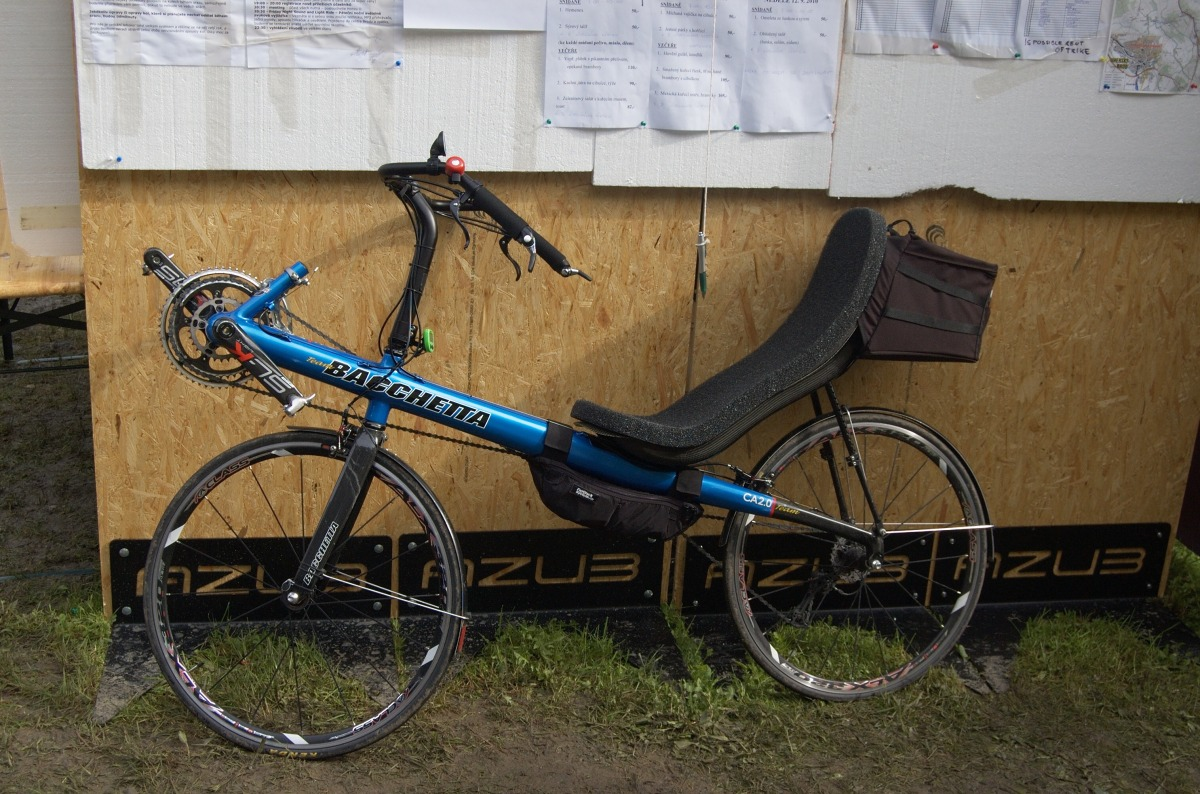
Американський лігерад з середньою базою

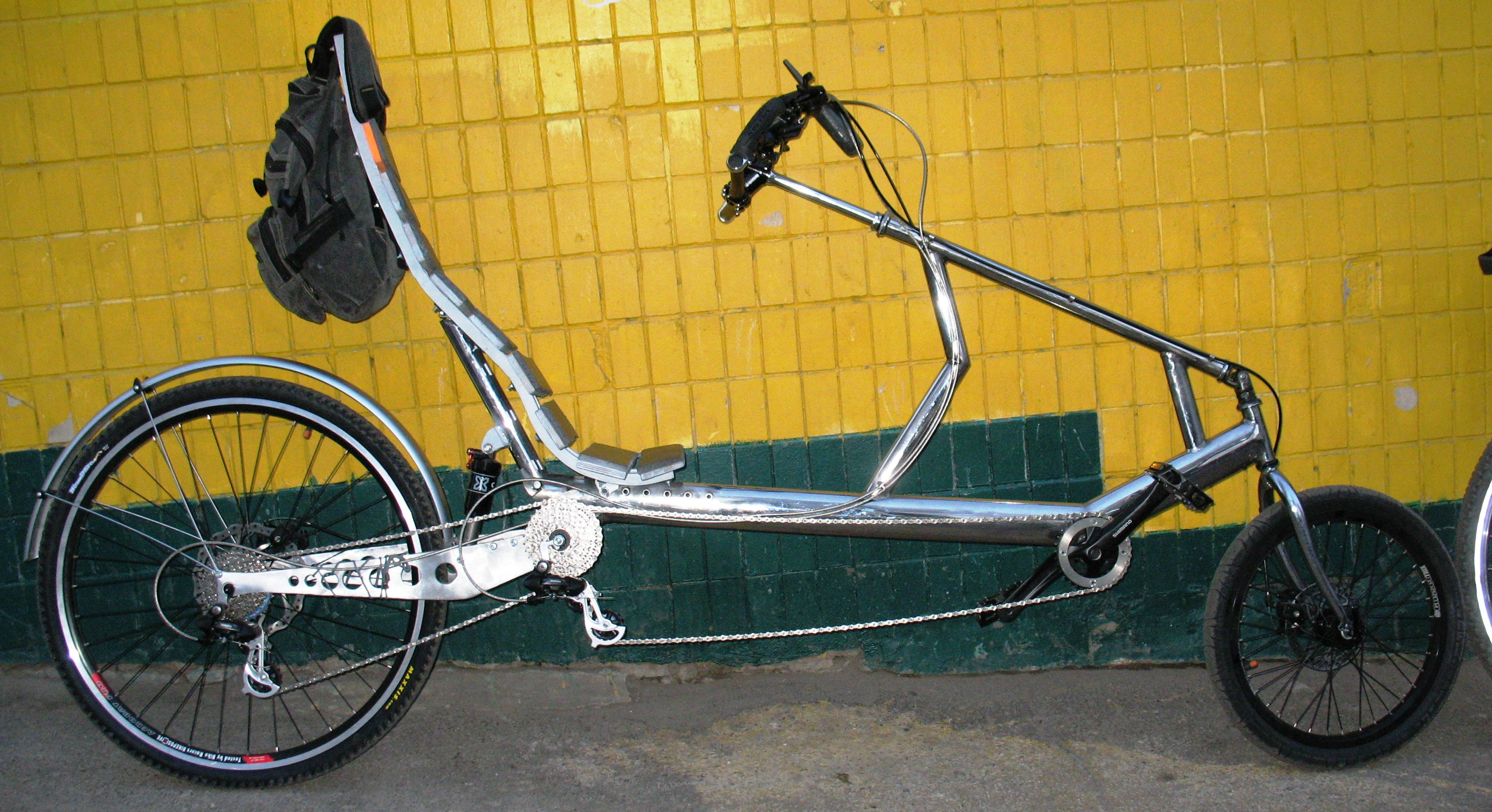
Український лігерад з довгою базою

Лігерад (нім. Liegerad; інша назва — «рікамбент») — лежачий велосипед, що дозволяє велосипедисту їхати напівлежачи або лежачи на спині, в рідкісних випадках — на животі.
Лежачий велосипед, як правило, швидший за класичні велосипеди через кращу обтічність, і з цієї причини не допускаються на змагання (для лежачих велосипедів проводяться окремі змагання).
Вперше лежачий велосипед був використаний на міжнародних змаганнях у 1933, але в 1934 Міжнародний союз велосипедистів заборонив участь у велоперегонах велотехніки, яка відрізняється конструкцією від класичного велосипеда. Станом на 2012 рік годинний рекорд (відстань, пройдена за 1 годину) для стрімлайнерів (лежачих велосипедів в повному обтічнику) становить 91 км 595 м, для лежачих велосипедів без обтічників — 52 км 074 м. Для стандартних спортивних велосипедів рекорд швидкості станом на липень 2015 року становить 54 км 526 м.
Іншими перевагами лежачих велосипедів є комфортабельність, відсутність навантаження на спину, менша ймовірність розвитку імпотенції у чоловіків, безпека голови при аваріях.
Недоліками лігерадів є відносно великі вага і розміри, висока вартість, повільний поворот і більш важка їзда в гору — велосипедист не може встати на педалі, щоб тиснути на них всією своєю вагою.
Також існують тандемні лежачі велосипеди (один велосипедист напівлежить, інший сидить або обидва знаходяться в напівлежачій посадці).
Лежачі велосипеди досить широко поширені в Європі, де популярні серед туристів.
За конструкцією лігеради поділяються на:
- передньо- та задньопривідні. Передньопривідні, в свою чергу, поділяються на типи з рухомою (педальний механізм на повороті обертається разом з переднім колесом), та нерухомою кареткою (педальний механізм складає з нерухомою частиною рами одне ціле, можливості повороту обмежені еластичністю передачі на колесо).
- з короткою, середньою та довгою колісною базою. В залежності від бази велосипедист розміщується над колесами (коротка), напівлежачи (середня) або лежачи між колесами (довга база).

Окремий різновид лігерадів — веслувальний велосипед.